# Edgar Kennedy
Edgar Kennedy, all'anagrafe Edgar Livingston Kennedy (Lake San Antonio, 26 aprile 1890 – Los Angeles, 9 novembre 1948), è stato un attore e regista statunitense che iniziò la sua carriera all’epoca del cinema muto.

## Biografia
Prima di intraprendere l'attività cinematografica che gli dette fama e successo, Edgar Kennedy esercitò diverse attività, compresa la boxe, vantando anche un combattimento contro il titolato Jack Dempsey. Dotato di un buon timbro di voce e buona musicalità, si esibì per anni nel musical e nel vaudeville. Nel 1914 entrò a far parte della squadra Keystone di Mack Sennett, recitando spesso nel ruolo del poliziotto all'interno dei Keystone Cops. Lavorò al fianco di Fatty Arbuckle, Mack Swain, Chester Conklin, Mabel Normand e soprattutto Charlie Chaplin nelle sue prime apparizioni del 1914 per la Keystone.
Dopo un decennio di collaborazione con Sennett, lavorò per diversi studios hollywoodiani tra cui Fox, Universal, Paramount, ma il meglio di sé lo dette probabilmente nei cortometraggi di Hal Roach, sempre nel ruolo del poliziotto, divenuto maestro riconosciuto nella tecnica dello slow burn ovvero della "lenta combustione" fino all'esplosione di collera finale. Sarà spalla di Max Davidson, Charley Chase, l'Our Gang e Laurel & Hardy per i quali firmò anche la regia di due produzioni della celebre coppia: Pranzo di gala (1928) e Musica classica (1928).
Dai primi anni trenta e fino alla sua morte, reciterà il ruolo del capofamiglia nella propria serie di comiche The Average Man per la RKO, continuerà, nel frattempo, le numerose collaborazioni con altri artisti, tra i quali i Fratelli Marx e Harold Lloyd per il suo ultimo film Meglio un mercoledì da leone (1947).
Complessivamente saranno più di trecento le pellicole a cui legherà il proprio nome.
Si sposò con Patricia Violet Allwyn. Dal loro matrimonio - che durò fino alla sua morte - nacquero una figlia, Colleen e un figlio, Larry.
Nel 1948 un cancro alla gola ne concluse l'esistenza quando ancora era in attività. Fu sepolto presso l'Holy Cross Cemetery di Culver City.

## Filmografia

### Attore

#### 1911
- Brown of Harvard, regia di Colin Campbell - cortometraggio (1911)

#### 1912
- Hoffmeyer's Legacy, regia di Mack Sennett (1912)

#### 1913
- The Jealous Waiter, regia di Mack Sennett (1913)
- Mabel's Heroes, regia di George Nichols e Mack Sennett (1913)
- Heinze's Resurrection, regia di Mack Sennett (1913)
- Forced Bravery, regia di Mack Sennett (1913)
- A Landlord's Troubles, regia di George Nichols e Mack Sennett (1913)
- The Rural Third Degree, regia di Mack Sennett (1913)
- The Man Next Door, regia di Mack Sennett (1913)
- Bangville Police, regia di Henry Lehrman (1913)
- The New Conductor, regia di Mack Sennett (1913)
- That Ragtime Band, regia di Mack Sennett (1913)
- Algy on the Force, regia di Henry Lehrman (1913)
- Mabel's Awful Mistake, regia di Mack Sennett (1913)
- Their First Execution
- Twixt Love and Fire
- Toplitsky and Company
- The Gangsters
- Out and In
- Peeping Pete, regia di Mack Sennett - cortometraggio (1913)
- Rastus and the Game Cock
- Safe in Jail
- Love and Rubbish
- A Noise from the Deep
- Get Rich Quick
- Just Kids, regia di Henry Lehrman (1913)
- A Game of Pool
- The Riot, regia di Mack Sennett (1913)
- The Firebugs
- Mabel's New Hero
- Mabel's Dramatic Career
- Mother's Boy, regia di Henry Lehrman (1913)
- The Bowling Match
- Their Husbands
- A Quiet Little Wedding
- The Janitor
- The Speed Kings
- A Muddy Romance
- Fatty Joins the Force
- A Ride for a Bride
- The Gusher
- Zuzu, the Band Leader

#### 1914
- A Flirt's Mistake, regia di George Nichols (1914)
- In the Clutches of the Gang, regia di George Nichols (1914)
- Rebecca's Wedding Day, regia di George Nichols (1914)
- Little Billy's Triumph, regia di Robert Thornby (1914)
- Making a Living, regia di Henry Lehrman (1914)
- A Thief Catcher, regia di Ford Sterling (1914)
- Charlot entra nel cinema (A Film Johnnie), regia di George Nichols (1914)
- Charlot al ballo (Tango Tangles), regia di Mack Sennett (1914)
- Charlot troppo galante (His Favorite Pastime), regia di George Nichols  (1914)
- Charlot aristocratico (Cruel, Cruel Love), regia di George Nichols (1914)
- Charlot innamorato (The Star Boarder), regia di George Nichols (1914)
- A Bath House Beauty
- Charlot e Mabel (Mabel at the Wheel), regia di Mabel Normand e Mack Sennett (1914)
- L'appuntamento di Charlot (Twenty Minutes of Love), regia di Joseph Maddern, Charlie Chaplin (1914)
- Charlot falso barone (Caught in a Cabaret), regia di Mabel Normand e Charlie Chaplin (1914)
- Charlot e la partita di boxe (The Knockout), regia di Mack Sennett (1914)
- Mabel e Charlot venditori ambulanti (Mabel's Busy Day), regia di Mack Sennett (1914)
- Love and Bullets, regia di Roscoe 'Fatty' Arbuckle (1914)
- Charlot si diverte (The Rounders), regia di Charlie Chaplin e Roscoe Arbuckle (1914)
- Charlot panettiere (Dough and Dynamite), regia di Charlie Chaplin (1914)
- Charlot alle corse (Gentlemen of Nerve), regia di Charlie Chaplin (1914)
- Il fortunoso romanzo di Tillie (Tillie's Punctured Romance), regia di Mack Sennett (1914)
- Charlot ai giardini pubblici (Getting Acquainted), regia di Charlie Chaplin (1914)
- Il sogno di Charlot (His Prehistoric Past), regia di Charlie Chaplin (1914)
- Ambrose's First Falsehood,  (1914)

#### 1915
- Giddy, Gay, and Ticklish, regia di F. Richard Jones (1915)
- Fatty and Mabel at the San Diego Exposition, regia di Roscoe 'Fatty' Arbuckle (1915)
- Fatty's New Role, regia di Roscoe 'Fatty' Arbuckle (1915)
- Ambrose's Sour Grapes, regia di Walter Wright (1915)
- Fatty's Reckless Fling, regia di Roscoe 'Fatty' Arbuckle (1915)
- That Little Band of Gold, regia di Roscoe 'Fatty' Arbuckle (1915)
- His Luckless Love, regia di Frank Griffin (1915)
- Wished on Mabel, regia di Roscoe 'Fatty' Arbuckle (1915)
- Mabel's Wilful Way, regia di Roscoe 'Fatty' Arbuckle, Mack Sennett (1915)
- Miss Fatty's Seaside Lovers, regia di Roscoe 'Fatty' Arbuckle (1915)
- Fatty's Plucky Pup, regia di Roscoe 'Fatty' Arbuckle (1915)
- Tools of Providence, regia di William S. Hart (1915)
- Fatty's Tintype Tangle, regia di Roscoe 'Fatty' Arbuckle (1915)
- No One to Guide Him, regia di F. Richard Jones (1915)
- A Game Old Knight, regia di F. Richard Jones (1915)
- The Great Vacuum Robbery , regia di Clarence G. Badger e Harry H. Williams (1915)
- Hogan's Wild Oats, regia di Charles Avery e Charles Murray (1915)

#### 1916
- His Hereafter, regia di F. Richard Jones (1916)
- His Bitter Pill, regia di Fred Fishback  (Fred Hibbard) (1916)
- Her Marble Heart, regia di F. Richard Jones (1916)
- Ambrose's Cup of Woe, regia di Fred Fishback (1916)
- Madcap Ambrose, regia di Fred Fishback (1916)
- A Scoundrel's Toll, regia di Glen Cavender (1916)
- Bombs!, regia di Frank Griffin (1916)
- The Stolen Triumph, regia di David Thompson (1916)

#### 1917
- The Blue Streak, regia di William Nigh (1917)
- Her Fame and Shame
- Oriental Love
- Skidding Hearts
- Whose Baby?, regia di Clarence G. Badger (1917)
- The Late Lamented, regia di Harry Williams (1917)
- Hero for a Minute

#### 1918
- The Kitchen Lady
- Watch Your Neighbor
- The Scholar, regia di Arvid E. Gillstrom (1918)
- A Self-Made Lady, regia di David Kirkland (1918)
- Her Screen Idol
- She Loved Him Plenty
- Mickey, regia di F. Richard Jones e James Young (1918)

#### 1919
- Yankee Doodle in Berlin
- Love's False Faces
- No Mother to Guide Him
- Hearts and Flowers, regia di Edward F. Cline (1919)
- Among Those Present, regia di Ray Grey e Erle C. Kenton (1919)
- Treating 'Em Rough
- Up in Alf's Place
- The Roaming Bathtub

#### 1920
- Her Naughty Wink, regia di John G. Blystone (1920)
- Daredevil Jack, regia di W. S. Van Dyke (1920)
- A Lightweight Lover, regia di Roy Del Ruth (1920)
- Through the Keyhole, regia di Roy Del Ruth (1920)
- Chase Me
- The Huntsman, regia di John G. Blystone (1920)
- Four Times Foiled, regia di William Campbell (1920)

#### 1921
- Puppets of Fate, regia di Dallas M. Fitzgerald (1921)
- Skirts
- The Guide
- The Toreador
- The Chauffeur

#### 1922
- The Leather Pushers, regia di Edward Laemmle  (1922)
- The Eskimo
- Lazy Bones
- The Fresh Heir
- High and Dry

#### 1923
- Bell Boy 13, regia di William A. Seiter (1923)
- The Artist, regia di Slim Summerville (1923)
- The Little Girl Next Door, regia di W. S. Van Dyke (1923)
- F.O.B.
- The Cyclist
- That Kid from Madrid

#### 1924
- He Loops to Conquer
- Girls Will Be Girls, regia di Edward Laemmle (1924)
- The Broncho Express (1924)
- A Tough Tenderfoot
- Swing Bad the Sailor
- Big Boy Blue
- The Night Message
- Hot Air, regia di Norman Taurog (1924)
- Winning His Way
- Fight and Win
- The Battling Fool
- Racing for Life, regia di Henry MacRae (1924)
- Wall Street Blues
- All's Swell on the Ocean

#### 1925
- Cagey Love, regia di Jess Robbins (1925)
- Paths to Paradise, regia di Clarence G. Badger (1925)
- The Trouble with Wives, regia di Malcolm St. Clair (1925)
- The Golden Princess, regia di Clarence G. Badger (1925)
- The People vs. Nancy Preston, regia di Tom Forman (1925)
- His People, regia di Edward Sloman (1925)

#### 1926
- Hot Dog, regia di Edgar Kennedy (1926)
- Oh What a Nurse!, regia di Charles Reisner (1926)
- My Old Dutch, regia di Laurence Trimble (1926)
- Across the Pacific, regia di Roy Del Ruth (1926)
- The Better 'Ole, regia di Charles Reisner (1926)
- Going Crooked, regia di George Melford (1926)

#### 1927
- Finger Prints, regia di Lloyd Bacon (1927)
- The Gay Old Bird, regia di Herman C. Raymaker (1927)
- The Wrong Mr. Wright, regia di Scott Sidney (1927)
- Wedding Bill$, regia di Erle C. Kenton (1927)
- The Chinese Parrot, regia di Paul Leni (1927)

#### 1928
- Mal di denti
- Dumb Daddies
- The Family Group
- Il tocco finale (The Finishing Touch), regia di Clyde Bruckman (1928)
- Limousine Love, regia di Fred Guiol  (1928)
- The Fight Pest
- Imagine My Embarrassment
- Gli uomini sposati devono andare a casa? (Should Married Men Go Home?), regia di James Parrott (1928)
- Is Everybody Happy?, regia di Hal Yates (1928)
- All Parts
- Marinai a terra (Two Tars), regia di James Parrott (1928)
- The Boy Friend
- The Booster
- Feed 'em and Weep
- Chasing Husbands

#### 1929
- Going Ga-Ga
- A Pair of Tights
- Off to Buffalo
- When Money Comes
- Why Is a Plumber?
- L'affare Manderson (Trent's Last Case), regia di Howard Hawks (1929)
- Non abituati come siamo (Unaccustomed As We Are), regia di Lewis R. Foster (1929)
- Hurdy Gurdy
- Thundering Toupees
- The Big Squawk
- Madame Q
- Dad's Day
- Tempo di pic-nic (Perfect Day); regia di James Parrott (1929)
- Hotter Than Hot
- Crazy Feet
- They Had to See Paris
- Evviva il pericolo!
- Squadra sequestri
- Moan & Groan, Inc.
- La capra Penelope (Angora Love), regia di Lewis R. Foster (1929)
- Great Gobs

#### 1930
- I ladroni (Night Owls), regia di James Parrott (1930)
- Ladrones
- The Head Guy
- Shivering Shakespeare
- The Real McCoy, regia di Warren Doane (1930)
- The First Seven Years
- Los pequeños papas
- The Big Kick
- Ladies Last

#### 1932
- Little Orphan Annie (1932)

#### 1933
- La guerra lampo dei Fratelli Marx (Duck Soup) (1933)

#### 1934
- All of Me, regia di James Flood (1934)
- Heat Lightning
- Love on a Ladder
- Ventesimo secolo (Twentieth Century), regia di Howard Hawks (1934)
- Wrong Direction
- L'agente n. 13 (Operator 13), regia di Richard Boleslawski (1934)
- Murder on the Blackboard, regia di George Archainbaud (1934)
- Money Means Nothing, regia di Christy Cabanne (1934)
- In-Laws Are Out
- We're Rich Again, regia di William A. Seiter (1934)
- Bachelor Bait, regia di George Stevens  (1934)
- A Blasted Event
- King Kelly of the U.S.A.
- Gridiron Flash
- Il tesoro dei faraoni
- Poisoned Ivory
- Sposiamoci stanotte
- Flirting with Danger, regia di Vin Moore (1934)
- Il treno fantasma ( The Silver Streak), regia di Thomas Atkins (1934)

#### 1935
- Brick-a-Brac
- Rendezvous at Midnight
- Living on Velvet
- South Seasickness
- La corriera del West
- Sock Me to Sleep
- A Night at the Biltmore Bowl
- Edgar Hamlet
- L'avventura di Anna Gray
- In Love at 40
- Little Big Shot, regia di Michael Curtiz (1935)
- Mille dollari al minuto (1,000 Dollars a Minute), regia di Aubrey Scotto (1935)
- Happy Tho' Married
- La regina di Broadway (In Person), regia di William A. Seiter (1935)
- The Bride Comes Home, regia di Wesley Ruggles (1935)

#### 1936
- It's Up to You
- Gasoloons
- The Return of Jimmy Valentine, regia di Lewis D. Collins (1936)
- Will Power, regia di Arthur Ripley (1936)
- Robin Hood dell'Eldorado (The Robin Hood of El Dorado), regia di William A. Wellman (1936)
- La provinciale (Small Town Girl), regia di Robert Z. Leonard e William A. Wellman (1936)
- High Beer Pressure
- La donna fatale
- San Francisco, regia di W. S. Van Dyke (non accreditato) (1936)
- Dummy Ache
- Bionda avventuriera
- Vocalizing
- Mad Holiday, regia di George B. Seitz (1936)
- Three Men on a Horse, regia di Mervyn LeRoy (1936)

#### 1937
- The Hillbilly Goat
- Con l'aiuto della luna (When's Your Birthday?), regia di Harry Beaumont (1937)
- Bad Housekeeping
- The Other Fellow (1937)
- Locks and Bonds
- È nata una stella (A Star Is Born), regia di William A. Wellman (1937)
- Dumb's the Word
- Lettera anonima (Super-Sleuth), regia di Ben Stoloff (Benjamin Stoloff) (1937)
- Tramp Trouble
- Morning, Judge
- Sposiamoci in quattro
- Edgar & Goliath
- Hollywood Hotel
- La moglie bugiarda (True Confession), regia di Wesley Ruggles (1937)

#### 1938
- Ears of Experience, regia di Leslie Goodwins (1938)
- La bambola nera (The Black Doll), regia di Otis Garrett (1938)
- Scandal Street, regia di James P. Hogan (1938)
- False Roomers, regia di Leslie Goodwins (1938)
- Kennedy's Castle, regia di Leslie Goodwins (1938)
- Fool Coverage
- Beaux and Errors, regia di Charles E. Roberts (1938)
- Peck's Bad Boy with the Circus, regia di Edward F. Cline (1938)
- A Clean Sweep, regia di Charles E. Roberts (1938)
- Hey! Hey! USA, regia di Marcel Varnel (1938)

#### 1939
- Maid to Order, regia di Charles E. Roberts (1939)
- Clock Wise
- Questo mondo è meraviglioso (It's a Wonderful World), regia di W. S. Van Dyke (1939)
- Baby Daze
- Kennedy the Great, regia di Charles E. Roberts (1939)
- Charlie McCarthy, Detective, regia di Frank Tuttle (1939)

#### 1942
- Duck Soup, regia di Ben Holmes (1942)

#### 1943
- Il nemico ci ascolta (Air Raid Wardens) (1943)
- Il pazzo di Hitler (Hitler's Madman), regia di Douglas Sirk (1943)

#### 1944
- Feather Your Nest, regia di Hal Yates (1944)
- Avvenne domani (It Happened Tomorrow), regia di René Clair (1944)

#### 1947
- Meglio un mercoledì da leone (The Sin of Harold Diddlebock), regia di Preston Sturges (1947)

#### 1948
- Infedelmente tua (Unfaithfully Yours), regia di Preston Sturges (1948)

### Regista
- Pranzo di gala (From Soup to Nuts) (come E. Livingston Kennedy) (1928) - con Laurel & Hardy
- Musica classica (You're Darn Tootin) (come E. Livingston Kennedy) (1928) - con Laurel & Hardy

## Doppiatori italiani
- Cesare Polacco in Il nemico ci ascolta, San Francisco
- Luigi Pavese in Infedelmente tua
- Olinto Cristina in Avvenne domani